# اندیس سیلیس دهملا
سیلیس دهملا یک اندیس غیرفلزی است که در حوالی شهر شاهرود استان سمنان قرار دارد و مادهٔ معدنی موجود در آن، سیلیس است.  